# Sturnira koopmanhilli
Sturnira koopmanhilli is een vleermuis uit het geslacht Sturnira die voorkomt in de Chocó van Noordwest-Ecuador en Zuidwest-Colombia. Deze soort werd eerder verward met S. mordax en S. ludovici, en deelt ook enkele kenmerken met het ondergeslacht Corvira. In 1991 werd de soort al herkend en benoemd als Sturnira sp. A, maar pas in 2006 werd hij officieel beschreven. Deze soort is genoemd naar Karl Koopman en John Edwards Hill, de twee meest vooraanstaande vleermuizendeskundigen van de tweede helft van de twintigste eeuw.
De voorarmlengte bedraagt 48,1 tot 52,4 mm, de tibialengte 20,8 tot 23,0 mm, de totale lengte 62,0 tot 88,0 mm, de achtervoetlengte 11,0 tot 19,0 mm, de oorlengte 13,0 tot 20,0 mm en het gewicht 25,5 tot 36,0 g.